# Megachernes crinitus
Megachernes crinitus är en spindeldjursart som beskrevs av Beier 1948. Megachernes crinitus ingår i släktet Megachernes och familjen blindklokrypare. Inga underarter finns listade i Catalogue of Life.